# Teresin (gromada w powiecie bydgoskim)
Teresin – dawna gromada, czyli najmniejsza jednostka podziału terytorialnego Polskiej Rzeczypospolitej Ludowej w latach 1954–1972.
Gromady, z gromadzkimi radami narodowymi (GRN) jako organami władzy najniższego stopnia na wsi, funkcjonowały od reformy reorganizującej administrację wiejską przeprowadzonej jesienią 1954 do momentu ich zniesienia z dniem 1 stycznia 1973, tym samym wypierając organizację gminną w latach 1954–1972.
Gromadę Teresin z siedzibą GRN w Teresinie utworzono – jako jedną z 8759 gromad na obszarze Polski – w powiecie bydgoskim w woj. bydgoskim, na mocy uchwały nr 24/3 WRN w Bydgoszczy z dnia 5 października 1954. W skład jednostki weszły obszary dotychczasowych gromad Ugoda, Samsieczno i Michalin ze zniesionej gminy Ślesin w powiecie bydgoskim, a także obszar dotychczasowej gromady Gliszcz ze zniesionej gminy Mrocza w powiecie wyrzyskim w tymże województwie. Dla gromady ustalono 20 członków gromadzkiej rady narodowej.
Gromadę zniesiono 31 grudnia 1959, a jej obszar włączono do gromad Ślesin (wsie Teresin, Sasieczynek, Gliszcz, Michalin wraz z osadą Bogacin i Samsieczno wraz z miejscowością Marynin) i Sicienko (wieś Ugoda wraz z miejscowościami Gonczarzewy i Kasprowo) w tymże powiecie.